# Bixorestes
Bixorestes is een kevergeslacht uit de familie van de boktorren (Cerambycidae). De wetenschappelijke naam van het geslacht werd voor het eerst geldig gepubliceerd in 1867 door Pascoe.

## Soorten
Bixorestes is monotypisch en omvat slechts de volgende soort:
- Bixorestes illustris (Dalman, 1817)